# DSA-590
La DSA-590 es una carretera perteneciente a la Red Primaria de la Diputación Provincial de Salamanca que une la CL-517 con la Frontera entre España y Portugal.
Además pasa por la localidad de Hinojosa de Duero, y por el poblado del Salto de Saucelle, convertido en el complejo hotelero Aldeaduero.

## Recorrido
La carretera DSA-590 tiene su origen en Lumbrales en la intersección con la carretera CL-517 y termina en la frontera con Portugal en Saucelle al atravesar la Presa de Saucelle formando parte de la Red de carreteras de Salamanca.
| Lumbrales (Intersección con - Frontera Portuguesa) | Lumbrales (Intersección con - Frontera Portuguesa) | Lumbrales (Intersección con - Frontera Portuguesa) | Lumbrales (Intersección con - Frontera Portuguesa) | Lumbrales (Intersección con - Frontera Portuguesa)        | Lumbrales (Intersección con - Frontera Portuguesa)        | Lumbrales (Intersección con - Frontera Portuguesa)        | Lumbrales (Intersección con - Frontera Portuguesa)        | Lumbrales (Intersección con - Frontera Portuguesa) | Lumbrales (Intersección con - Frontera Portuguesa) | Lumbrales (Intersección con - Frontera Portuguesa) |
| Esquema                                            | PK                                                 | Sentido Portugal                                   | Sentido Portugal                                   | Sentido Portugal                                          | Sentido Portugal                                          | Sentido CL-517                                            | Sentido CL-517                                            | Sentido CL-517                                     | Sentido CL-517                                     | Incidencias                                        |
| Esquema                                            | PK                                                 | Velocidad                                          | Elemento                                           | Salida                                                    | Salida                                                    | Salida                                                    | Salida                                                    | Elemento                                           | Velocidad                                          | Incidencias                                        |
| Esquema                                            | PK                                                 | Velocidad                                          | Elemento                                           | Dir.                                                      | Nombre                                                    | Nombre                                                    | Dir.                                                      | Elemento                                           | Velocidad                                          | Incidencias                                        |
| -------------------------------------------------- | -------------------------------------------------- | -------------------------------------------------- | -------------------------------------------------- | --------------------------------------------------------- | --------------------------------------------------------- | --------------------------------------------------------- | --------------------------------------------------------- | -------------------------------------------------- | -------------------------------------------------- | -------------------------------------------------- |
|                                                    | 0,0                                                |                                                    |                                                    | La Fregeneda Portugal                                     | La Fregeneda Portugal                                     | La Fregeneda Portugal                                     |                                                           |                                                    |                                                    |                                                    |
| Lumbrales Vitigudino                               | 0,0                                                |                                                    |                                                    |                                                           |                                                           |                                                           |                                                           |                                                    |                                                    |                                                    |
|                                                    | 3,3                                                |                                                    |                                                    | Río Froya                                                 | Río Froya                                                 | Río Froya                                                 | Río Froya                                                 |                                                    |                                                    |                                                    |
|                                                    | 3,8                                                |                                                    |                                                    | HINOJOSA DE DUERO                                         | HINOJOSA DE DUERO                                         | HINOJOSA DE DUERO                                         | HINOJOSA DE DUERO                                         |                                                    |                                                    |                                                    |
|                                                    | 4,1                                                |                                                    |                                                    | Estación de Hinojosa de Duero                             | Estación de Hinojosa de Duero                             | Estación de Hinojosa de Duero                             | Estación de Hinojosa de Duero                             |                                                    |                                                    |                                                    |
|                                                    | 4,4                                                |                                                    |                                                    | Puerto de la Molinera Saucelle Lumbrales                  | Puerto de la Molinera Saucelle Lumbrales                  | Puerto de la Molinera Saucelle Lumbrales                  | Puerto de la Molinera Saucelle Lumbrales                  |                                                    |                                                    |                                                    |
|                                                    | 4,8                                                |                                                    |                                                    | HINOJOSA DE DUERO                                         | HINOJOSA DE DUERO                                         | HINOJOSA DE DUERO                                         | HINOJOSA DE DUERO                                         |                                                    |                                                    |                                                    |
|                                                    | 7,0                                                |                                                    | 7 km                                               | Puerto de montaña                                         | Puerto de montaña                                         | Puerto de montaña                                         | Puerto de montaña                                         | 7 km                                               |                                                    |                                                    |
| 14,0                                               |                                                    |                                                    | 7 km                                               | Puerto de montaña                                         | Puerto de montaña                                         | Puerto de montaña                                         | Puerto de montaña                                         | 7 km                                               |                                                    |                                                    |
|                                                    | 7,6                                                |                                                    |                                                    | B.I.C. Línea Férrea La Fuente de San Esteban-La Fregeneda | B.I.C. Línea Férrea La Fuente de San Esteban-La Fregeneda | B.I.C. Línea Férrea La Fuente de San Esteban-La Fregeneda | B.I.C. Línea Férrea La Fuente de San Esteban-La Fregeneda |                                                    |                                                    |                                                    |
|                                                    | 13,7                                               |                                                    |                                                    | Río Huebra                                                | Río Huebra                                                | Río Huebra                                                | Río Huebra                                                |                                                    |                                                    |                                                    |
|                                                    | 14,1                                               |                                                    |                                                    | Subestación Saucelle II                                   | Subestación Saucelle II                                   | Subestación Saucelle II                                   | Subestación Saucelle II                                   |                                                    |                                                    |                                                    |
|                                                    | 14,3                                               |                                                    |                                                    | Central Saucelle II                                       | Central Saucelle II                                       | Central Saucelle II                                       | Central Saucelle II                                       |                                                    |                                                    |                                                    |
|                                                    | 14,4                                               |                                                    |                                                    | Salto de Saucelle                                         | Salto de Saucelle                                         | Salto de Saucelle                                         | Salto de Saucelle                                         |                                                    |                                                    |                                                    |
|                                                    | 14,5                                               |                                                    |                                                    | Central Saucelle I                                        | Central Saucelle I                                        | Central Saucelle I                                        | Central Saucelle I                                        |                                                    |                                                    |                                                    |
|                                                    | 14,8                                               |                                                    |                                                    | Salto de Saucelle                                         | Salto de Saucelle                                         | Salto de Saucelle                                         | Salto de Saucelle                                         |                                                    |                                                    |                                                    |
|                                                    | 15,1                                               |                                                    |                                                    | Subestación Saucelle I                                    | Subestación Saucelle I                                    | Subestación Saucelle I                                    | Subestación Saucelle I                                    |                                                    |                                                    |                                                    |
|                                                    | 15,3                                               |                                                    |                                                    | Saucelle                                                  | Saucelle                                                  | Saucelle                                                  | Saucelle                                                  |                                                    |                                                    |                                                    |
|                                                    | 15,4                                               |                                                    |                                                    | Presa de Saucelle Río Duero                               | Presa de Saucelle Río Duero                               | Presa de Saucelle Río Duero                               | Presa de Saucelle Río Duero                               |                                                    |                                                    |                                                    |
| 15,58                                              |                                                    |                                                    |                                                    | Presa de Saucelle Río Duero                               | Presa de Saucelle Río Duero                               | Presa de Saucelle Río Duero                               | Presa de Saucelle Río Duero                               |                                                    |                                                    |                                                    |
|                                                    | 15,580                                             |                                                    |                                                    |                                                           |                                                           |                                                           |                                                           |                                                    |                                                    |                                                    |
| Freixo de Espada à Cinta                           |                                                    |                                                    |                                                    |                                                           |                                                           |                                                           |                                                           |                                                    |                                                    |                                                    |